# Mendidius mamajevi
Mendidius mamajevi är en skalbaggsart som beskrevs av Medvedev 1968. Mendidius mamajevi ingår i släktet Mendidius och familjen Aphodiidae. Inga underarter finns listade i Catalogue of Life.